# Eschenheimer Tor

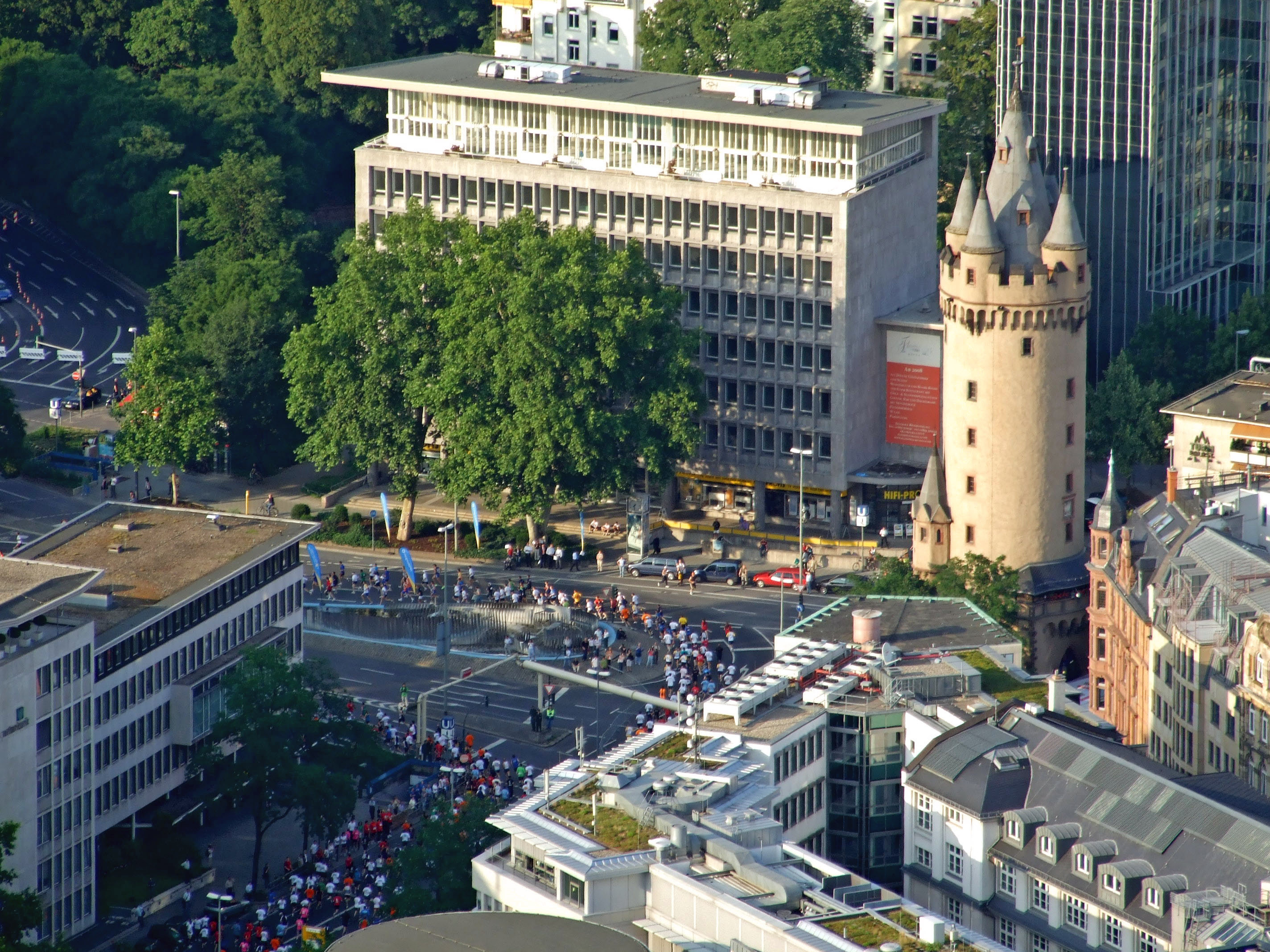
La Eschenheimer Tor.

La Eschenheimer Tor est une place de Francfort-sur-le-Main, en Allemagne. Sur cette place se trouve la Eschenheimer Turm ainsi que le siège du Frankfurter Rundschau.
La place a été construite vers 1810 lors de la démolition des fortifications de la ville de Francfort de 1333 et de ses bastions baroques et de la transformation de l'anneau de fortification en un espace vert, le Wallanlagen. Au centre se trouve la Eschenheimer Turm (Klaus Mengoz et Madern Gerthener (de), 1400-1428). Il est le théâtre du célèbre conte Der Neuner in der Wetterfahne. La construction autour de la place, à l'exception de la maison d'éducation populaire, date des années 1950. Au centre de la place se trouve la fontaine Goepfert sur un îlot de circulation inaccessible aux piétons, une fontaine conçue en 1968 par Hermann Goepfert.

## Transports publics

### Chemin de fer local
De 1888 à 1908, un tramway à vapeur de 5,5 km de la société Frankfurter Lokalbahn AG circulait entre la Eschenheimer Tor et le quartier d'Eschersheim. La ligne à voie unique, appelée dans le folklore Knochemiehl, a été vendue à la ville de Francfort en 1901 et électrifiée en 1908.

### Tramway
De 1908 à 1963, la porte d'Eschenheim est un important nœud du tramway urbain. Les lignes 23 (en direction d'Heddernheim) et les lignes 24 (en direction d'Oberursel-Hohemark) et 25 (en direction de Bad Homburg vor der Höhe) sont exploitées conjointement avec la Frankfurter Lokalbahn AG jusqu'en 1954. La bifurcation dans l'Oederweg est empruntée par la ligne 12. Avec le début de la construction du métro en 1963, le trafic de tramway à la porte d'Eschenheim est arrêté.

### Métro et gare
Sous le train Große Eschenheimer Straße et Eschersheimer Landstraße circule depuis 1967 dans la ligne A du métro de Francfort, actuellement desservie par les lignes U1 à U3 et U8. Le tunnel de la ligne conduit à quelques mètres à l'ouest des fondations de la tour d'Eschenheim.
La station de métro Eschenheimer Tor se trouve juste en-dessous de la place, dans la zone des murs. Elle est édifiée à partir de 1963 et est ouverte en 1968. À l'époque, la planification des transports prévoit une séparation importante entre le trafic piétonnier et le trafic automobile. En conséquence, un grand niveau de distribution souterrain (niveau B) est construit sous l'ensemble de la place, qui ne sert pas seulement d'accès au métro. Les piétons doivent également descendre dans la plaine pour traverser la place. Cependant, des passages pour piétons en surface sont à nouveau disponibles.
La station de métro elle-même est conservée dans le style sobre des années 1960, des lignes droites et des angles droits en déterminent la conception. Il dispose de deux quais latéraux de largeur moyenne reliés au niveau de distribution par des escaliers fixes et des escaliers mécaniques.